# Arashi 5×5: The Best Selection of 2002-2004
Arashi 5×5: The Best Selection of 2002-2004 (嵐:5×5 The Best Selection of 2002-2004?) es el segundo grandes éxitos de la boy band japonesa Arashi que fue lanzado el 10 de noviembre de 2004. El álbum coincidió al ser lanzado en el quinto aniversario del grupo.

## Información del álbum
Como con los álbumes recientes del grupo, dos ediciones fueron lanzadas. El álbum contiene todos los sencillos lanzados a partir de 2002 hasta 2004 así como varias pistas del álbum. La edición regular contiene un bonus track mientras la edición limitada contiene un folleto y un DVD que contiene todos los videos musicales del grupo desde 1999. El álbum fue certificado como disco de oro por RIAJ.

## Lista de pistas

### CD 1
| CD 1 |                                           |                                        |                                |          |  |
| N.º  | Título                                    | Letras                                 | Música                         | Duración |  |
| 1.   | «Hero»                                    | Spin                                   | Shin Tanimoto (谷本 新?)       | 4:54     |  |
| 2.   | «Hitomi no Naka no Galaxy»                | Fumiya Fujii (藤井フミヤ?)             | Fujii                          | 5:19     |  |
| 3.   | «Tochuu Gesha»                            | Spin                                   | Kōsuke Morimoto (森元康介?)    | 4:16     |  |
| 4.   | «Right Back to You»                       | Spin, Shō Sakurai                      | Peter Bjorklund, Joel Eriksson | 3:35     |  |
| 5.   | «Pikanchi Double»                         | Spin, Sakurai                          | Morimoto                       | 5:07     |  |
| 6.   | «Kotoba Yori Taisetsu na Mono»            | Takeshi, Sakurai                       | Takehiko Iida (飯田建彦?)      | 4:02     |  |
| 7.   | «Hadashi no Mirai»                        | Ayumi Miyazaki (宮﨑 歩?)              | Miyazaki                       | 4:41     |  |
| 8.   | «Lucky Man»                               | Yukie Ozaki (尾崎雪絵?), Sakurai       | Ida                            | 5:07     |  |
| 9.   | «Blue»                                    | Morimoto                               | Morimoto                       | 5:36     |  |
| 10.  | «Tomadoi Nagara»                          | Hirō Ooyagi (オオヤギヒロオ?)          | Ooyagi                         | 4:15     |  |
| 11.  | «Fuyu No Nioi»                            | Girls talk                             | Girls talk                     | 5:12     |  |
| 12.  | «Pikanchi»                                | Atsushi Aida (相田 毅?)                | Tanimoto                       | 4:51     |  |
| 13.  | «Nemuranai Karada»                        | Takaaki Amamoto                        | Hiroshi Yamamoto               | 4:33     |  |
| 14.  | «Nice na Kokoroiki»                       | Masami Tozawa (戸沢暢美?)              | Ida                            | 3:58     |  |
| 15.  | «A Day in Our Life»                       | Shun, Shuya                            | Shun, Shuya                    | 4:40     |  |
| 16.  | «La Tormenta 2004» (Solo edición regular) | Takashi Miura (ミウラタカシ?), Sakurai | Taku Yoshioka (吉岡たく?)      | 4:06     |  |

### CD 2: The Clips of 1999-2004 DVD
| CD 2: The Clips of 1999-2004 DVD |                                |          |  |
| N.º                              | Título                         | Duración |  |
| 1.                               | «Arashi»                       |          |  |
| 2.                               | «Sunrise Nippon»               |          |  |
| 3.                               | «Typhoon Generation»           |          |  |
| 4.                               | «Kansha Kangeki Ame Arashi»    |          |  |
| 5.                               | «Kimi no Tame ni Boku ga Iru»  |          |  |
| 6.                               | «Jidai»                        |          |  |
| 7.                               | «A Day in Our Life»            |          |  |
| 8.                               | «Nice na Kokoroiki»            |          |  |
| 9.                               | «Pikanchi»                     |          |  |
| 10.                              | «Tomadoi Nagara»               |          |  |
| 11.                              | «Hadashi no Mirai»             |          |  |
| 12.                              | «Kotoba Yori Taisetsu na Mono» |          |  |
| 13.                              | «Pikanchi Double»              |          |  |
| 14.                              | «Hitomi no Naka no Galaxy»     |          |  |
| 15.                              | «Hero»                         |          |  |
| 16.                              | «Lucky Man»                    |          |  |

## Lanzamientos
| Región        | Fecha                                                |
| ------------- | ---------------------------------------------------- |
| Japón         | 10 de noviembre de 2004 (20 años, 4 meses y 7 días)  |
| Taiwán        | 10 de diciembre de 2004 (20 años, 3 meses y 7 días)  |
| Corea del Sur | 13 de septiembre de 2006 (18 años, 6 meses y 4 días) |